# Цехович, Валентин
Валентин Цехович (род. 25 февраля 1953) — советский украинский легкоатлет, специалист по бегу на короткие дистанции. Выступал на всесоюзном уровне в 1970-х и 1980-х годах, чемпион СССР в эстафете 4 × 100 метров, многократный призёр первенств всесоюзного и республиканского значения. Представлял Киев, спортивное общество «Спартак» и Вооружённые силы.

## Биография
Родился 25 февраля 1953 года. Занимался лёгкой атлетикой в Киеве, выступал за Украинскую ССР, добровольное спортивное общество «Спартак» и Советскую Армию.
Первого серьёзного успеха на всесоюзном уровне добился в сезоне 1974 года, когда на чемпионате СССР в Москве с партнёрами по спартаковской команде завоевал бронзовую награду в зачёте эстафеты 4 × 100 метров.
В 1976 году на чемпионате СССР по эстафетному бегу в Ереване вновь стал бронзовым призёром в эстафете 4 × 100 метров.
На чемпионате СССР 1977 года в Москве в составе сборной Украинской ССР, куда также вошли спринтеры Владимир Игнатенко, Алексей Голоурный и Валерий Борзов, превзошёл всех соперников в программе эстафеты 4 × 100 метров и завоевал золото.
В 1978 году на чемпионате СССР в Тбилиси в той же дисциплине получил серебро.
В 1980 году в беге на 100 метров победил на соревнованиях в Полтаве, установив при этом свой личный рекорд — 10,2. Позднее на чемпионате СССР в Донецке выиграл серебряные медали в эстафетах 4 × 100 и 4 × 200 метров.
В 1982 году стал бронзовым призёром в эстафете 4 × 100 метров на чемпионате СССР в Киеве.